# Amazing Blondel
Amazing Blondel jsou anglická akustická progresivně folková skupina, kterou tvoří Eddie Baird, John Gladwin a Terry Wincott. U společnosti Island Records vydali v 70. letech několik LP. Jejich hudba bývá zařazována do kategorie psych folk nebo středověký folk rock, ale jejich hudba je spíše renesanční, založená na používání dobových nástrojů jako jsou loutny a zobcové flétny.

## Diskografie

### Studiová alba
| Titul                                                         | Rok  | Značka           | Sestava                                  |
| The Amazing Blondel (aka The Amazing Blondel and a Few Faces) | 1970 | Bell Records     | John Gladwin, Terry Wincott              |
| Evensong                                                      | 1970 | Island Records   | Eddie Baird, John Gladwin, Terry Wincott |
| Fantasia Lindum                                               | 1971 | Island Records   | Eddie Baird, John Gladwin, Terry Wincott |
| England                                                       | 1972 | Island Records   | Eddie Baird, John Gladwin, Terry Wincott |
| Blondel                                                       | 1973 | Island Records   | Eddie Baird, Terry Wincott               |
| Mulgrave Street                                               | 1974 | DJM Records      | Eddie Baird, Terry Wincott               |
| Inspiration                                                   | 1975 | DJM Records      | Eddie Baird, Terry Wincott               |
| Bad Dreams                                                    | 1976 | DJM Records      | Eddie Baird, Terry Wincott               |
| Restoration                                                   | 1997 | HTD Records      | Eddie Baird, John Gladwin, Terry Wincott |
| The Amazing Elsie Emerald                                     | 2010 | Talking Elephant | Eddie Baird, Terry Wincott               |